# Рупвил (Џорџија)
Рупвил (Џорџија) (енгл. Roopville) град је у америчкој савезној држави Џорџија. По попису становништва из 2010. у њему је живело 218 становника.

## Демографија
Према попису становништва из 2010. у граду је живело 218 становника, што је 41 (23,2%) становника више него 2000. године.
| Група             | 2000.       | 2010.       |
| Белци             | 147 (83,1%) | 178 (81,7%) |
| Афроамериканци    | 28 (15,8%)  | 39 (17,9%)  |
| Азијати           | 0 (0,0%)    | 0 (0,0%)    |
| Хиспаноамериканци | 0 (0,0%)    | 0 (0,0%)    |
| Укупно            | 177         | 218         |